# Тит Авидий Квиет (консул-суффект 93 года)
Тит Авидий Квиет (лат. Titus Avidius Quietus) — римский государственный деятель второй половины I века — начала II века. Происходил из знатной семьи, занимал ряд должностей в имперской администрации.

## Биография

### Происхождение, семья, взгляды
Семья Квиета вела своё происхождение из города Фавенция, располагавшегося в области Эмилия. Он родился в 40-х годах I века. Братом Квиета был Гай Авидий Нигрин, занимавший должность проконсула Ахайи в правление Домициана, возможно, в 95 году. У Тита был также племянник — консул-суффект 110 года Гай Авидий Нигрин, убитый в начале правления императора Адриана. Сыном Квиета был консул-суффект 111 года и проконсул Азии в 125—126 годах, носивший такое же имя.
Квиет был близким другом Публия Клодия Тразеи Пета, сенатора, философа-стоика и противника императора Нерона. Тразея подвергался преследованиям со стороны государя и покончил с собой после вынесения ему смертного приговора в 66 году. Тесть последнего стоик Гельвидий Приск был казнен по приказу Веспасиана. Авидий Квиет поддерживал дружеские отношения с Плинием Младшим. Он выступил на его стороне, когда в 97 году Плиний начал судебное преследование нескольких доносчиков и противников стоиков после убийства Домициана. Квиет заявил, что «несправедливо отталкивать жалобы скорбящих, что не следует отнимать у Аррии и Фаннии [вдова Тразеи Пета и его дочь, вышедшая замуж за Гельвидия Приска] права жаловаться». Кроме того, Тит был другом Плутарха, который посвятил ему и его брату трактат «О братской любви».

### Карьера
О карьере Квиета до консульства сохранилось немного сведений. В 82 году он занимал должность легата пропретора провинции Фракия. По другой версии, Квиет возглавлял в качестве легата VIII Августов легион, дислоцировавшийся в Верхней Германии, и принимал участие в кампании императора Домициана против хаттов в 83 году. Из одной надписи, сделанной ветеранами VIII Августова легиона, следует, что он был патроном фракийского города Деулт. Известно, что Квиет был проконсулом Ахайи между 90/91 и 91/92 годом. По всей видимости, именно в этот период он подружился с Плутархом.
На первый взгляд удивительно, что имевший связи со стоиками Квиет был назначен на должность консула-суффекта в 93 году, когда Домициан уже развернул гонения против них. Но император, возможно, надеялся до последнего момента найти компромисс с этой группой. Вскоре после убийства Домициана, примерно в 97 году, Квиет стал легатом пропретором Британии, хотя практически не имел военного опыта и был к тому же не молод. Его назначение в целом соответствовало духу правления нового императора Нервы, при котором многие пожилые политики были возвращены на свои посты. К 101 году полномочия Квиета подошли к концу. Скончался он, по-видимому, около 107 года. Такой вывод основывается на письме Плиния Младшего, датированного 107 годом, где тот говорит о Квиете в прошедшем времени.
Квиет имел дом в Риме, расположенный на Эсквилине, возможно, принадлежавший также и его сыну. Кроме того, у него в собственности был ещё один дом на Квиринале, а также предприятие по производству мозаичной плитки неподалеку от столицы. По всей видимости, Квиет располагал также загородной виллой между Аппиевой и Латинской дорогой.